# مزوليسي يويو
مزوليسي يويو (بالإنجليزية: Mzolisi Yoyo)‏ هو ملاكم جنوب أفريقي في فئة وزن الويلتر. أول منافسة له كان يوم 1 أكتوبر 1995.

## روابط خارجية
- مزوليسي يويو على موقع بوكس ريك (الإنجليزية) (registration required)

- سجل الملاكمة لـ مزوليسي يويو من بوكس ريك